# Truške
Truške este o localitate din comuna Koper, Slovenia, cu o populație de 47 de locuitori.